# Villa Dolores (ort i Argentina, Córdoba)
Villa Dolores är en ort i Argentina.   Den ligger i provinsen Córdoba, i den centrala delen av landet, 700 km väster om huvudstaden Buenos Aires. Villa Dolores ligger 523 meter över havet och antalet invånare är 28 009.
Terrängen runt Villa Dolores är huvudsakligen platt, men åt nordost är den kuperad. Terrängen runt Villa Dolores sluttar västerut. Villa Dolores är det största samhället i trakten.
Trakten runt Villa Dolores består i huvudsak av gräsmarker. Runt Villa Dolores är det ganska glesbefolkat, med 27 invånare per kvadratkilometer.